# Josef Velenovský
Josef Velenovský (Blatná, 22 aprile 1858 – Mnichovice, 7 maggio 1949) è stato un botanico e micologo ceco.

## Biografia
Studiò in particolare le piante e le briofite, ma si occupò anche dei fossili. Fu ricercatore e docente all'Istituto di Botanica dell'Università Carolina di Praga, dove lavorò in alternanza con il collega Ladislav Josef Čelakovský. Fu inoltre professore di botanica nello stesso ateneo, dove si concentrò sulla micologia nell'ultima parte della sua vita. Velenovský reperì un elevatissimo numero di forme di vita vegetale e fungina, in particolare nell'odierna Boemia Centrale, e pubblicò la descrizione di oltre 2 000 specie di funghi.
Molti dei tipi nomenclaturali descritti da Velenovský sono conservati in un erbario all'interno del Národní Muzeum di Praga.

## Pubblicazioni principali
- (LA) Flora Bulgarica. Descriptio et enumeratio systematica plantarum vascularium in principatu Bulgariae sponte nascentium, Praga, Fr. Řivnáč, 1891.
- (LA) Flora Bulgarica: Descriptio et enumeratio systematica plantarum vascularium in Principatu Bulgariae sponte nascentium; Supplementum I, Pragae, Fr. Řivnáč, 1898.

## Specie eponime
- Notocactus velenovsky Frič (1891)
- Trifolium velenovskyi Vandas ex Velen. (1891)
- Tortula velenovskyi Schiffner (1893)
- Centaurea velenovskyi Adamović (1894)
- Astragalus velenovskyi Nábělek, (1923)
- Russula velenovskyi Melzer & Zvára (1927)
- Naucoria velenovskyi Pilát (1930)
- Galium velenovskyi Ančev (1975)
- Entoloma velenovskyi Noordel. (1979)
- Daphne velenovskyi Halda (1981)
- Hilpertia velenovskyi Schiffner & R.H.Zander (1989)
- Cortinarius velenovskyanus Moënne-Locc. & Reumaux (1997)
- Cyanus velenovskyi Adamović, Wagenitz & Greuter (2003)
- Mollisia velenovskyi Gminder (2006)